# Айос-Василиос (Ахея)
А́йос-Васи́лиос (греч. Άγιος Βασίλειος) — деревня в Греции на северо-востоке Пелопоннеса. Расположена на побережье Коринфского залива в 11 километрах к северо-востоку от Патр. Входит в общину (дим) Патры в периферийной единице Ахея в периферии Западная Греция. Население — 2662 жителя по переписи 2011 года. Площадь сообщества — 2,55 квадратного километра.

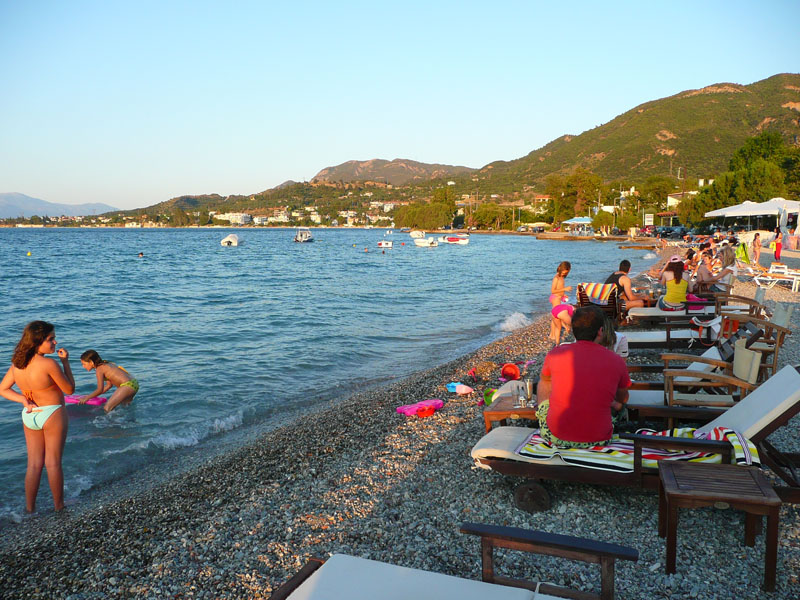
Побережье Айос-Василиоса

Деревня является курортом и местом отдыха для жителей Патр.

## История
Тут находился древний город Панорм. В ходе Пелопоннесской войны в 429 году до н. э. состоялись битва у мыса Рион и битва при Навпакте между флотами Афин и Пелопоннесского союза.
В 1571 году состоялась битва при Лепанто между флотами Священной лиги и Османской империи. Погибших христиан хоронили на кладбище в Панорме.
В османский период в Панорме было текке.
Современная деревня, как и соседняя Актео, создана во второй половине XIX века. Называлась Гунарьяника (Γουναριάνικα). Была построена церковь Святого Василия, давшая современное название деревне.

## Транспорт
Через Айос-Василиос проходит автомагистраль «Олимпия» (Α8), часть европейского маршрута E65, которая соединяет соседний город Рион с Элефсисом. В деревне находится конечная железнодорожная станция проастиакос линии «Айос-Андреас» (Патры) — Айос-Василиос.

## Население
| Год  | Население, человек |
| ---- | ------------------ |
| 1991 | 1378               |
| 2001 | 2013               |
| 2011 | ↗ 2662             |